# آزمایش اسید نوکلئیک
آزمایش اسید نوکلئیک به صورت خلاصه (NAT) روشی است که در آن اسید نوکلئیک خاصی را تشخیص می‌دهد و معمولاً از آن می‌تواند تشخیص دهد که باکتری یا ویروس بیماری‌زا وارد خون، ادرار، بافت‌ها و … شده‌است. در این آزمایش مواد ژنتیکی مانند دی‌ان‌ای و آران‌ای شناسایی می‌شوند و با روش‌های دیگر که در آن‌ها از پادتن و آنتی‌ژن استفاده می‌شود متفاوت است. در این روش بیماری را می‌توان در مراحل آغازین تشخیص داد چون در تشخیص با کمک پادتن و آنتی‌ژن زمان لازم است تا آن‌ها به قدر کافی در خون تولید شوند.
از آنجایی که میزان مواد ژنتیکی بسیار اندک است معمولاً بسیاری از روش‌های آزمایش نوکلئیکی یک مرحلهٔ مضاعف کردن مواد ژنتیکی دارند.